# Kim Young-ho (acteur)
Cet article concerne l'acteur sud-coréen. Pour l'escrimeur sud-coréen, voir Kim Young-ho.
hangul = 김영호 
 hanja = 金英浩
Dans ce nom coréen, le nom de famille, Kim, précède le nom personnel.
Kim Young-ho  (김영호) est un acteur et chanteur sud-coréen, né le 24 mai 1967. 
Il a été le chanteur du groupe Ji-poong-woon originaire de Cheongju à partir de 1988, et a notamment participé au River Music Festival ne 1990. Il commença dans des comédies musicales en 1994, puis à l'écran en 1999. Il est apparu depuis dans de nombreux films, téléfilms, notamment dans Club Butterfly (2001), Blue (2003), Night and Day (2008), Portrait of a Beauty (2008) et City of Fathers (2009). 

## Filmographie
- 1998 : City of the Rising Sun / Taeyangeun eobda
- 1999 : Phantom: The Submarine
- 2000 : Just Do It!
- 2001 : Club Butterfly
- 2003 : Blue
- 2003 : My Wife Is a Gangster 2
- 2004 : Spin Kick
- 2008 : Night and Day / Bamgwa Nat (2008)
- 2008 : Cherry Tomato / Bangul Tomato
- 2008 : Portrait of a Beauty / Miindo
- 2009 : City Of Fathers / Busan
- 2010 : Looking For My Wife / Jipnaon Namjadeul
- 2010 : Ha ha ha
- 2010 : The 8 Sentiments / Yeoldup Bunui Kamjung
- 2011 : End of Animal
- 2011 : My Secret Partner / Wonbyeokhan Pateuneo

## Télévision
- 2000 : Foolish Love
- 2002 - 2003 : The Maengs' Golden Era
- 2004 : Second Proposal
- 2005 : Take My Wife, Please
- 2005 - 2006 : Song of the Prince / Seo Dong Yo
- 2006 : Finding Dorothy / Dorosireul Chatara
- 2007 : Salt Doll / Sokeum inhyeong
- 2007 : Love Isn't Stop
- 2010 - 2011 : Scarlet Letter / Juhong geulshi
- 2011 - 2012 : Queen Insoo